# Mlýnský vrch (Dokeská pahorkatina)
Mlýnský vrch (392 m n. m.) je neovulkanický vrch v okrese Česká Lípa Libereckého kraje, ležící asi 1 km severovýchodně od vesnice Břehyně na katastrálním území města Doksy. Vrch stojí na severozápadním břehu Břehyňského rybníka.

## Popis vrchu

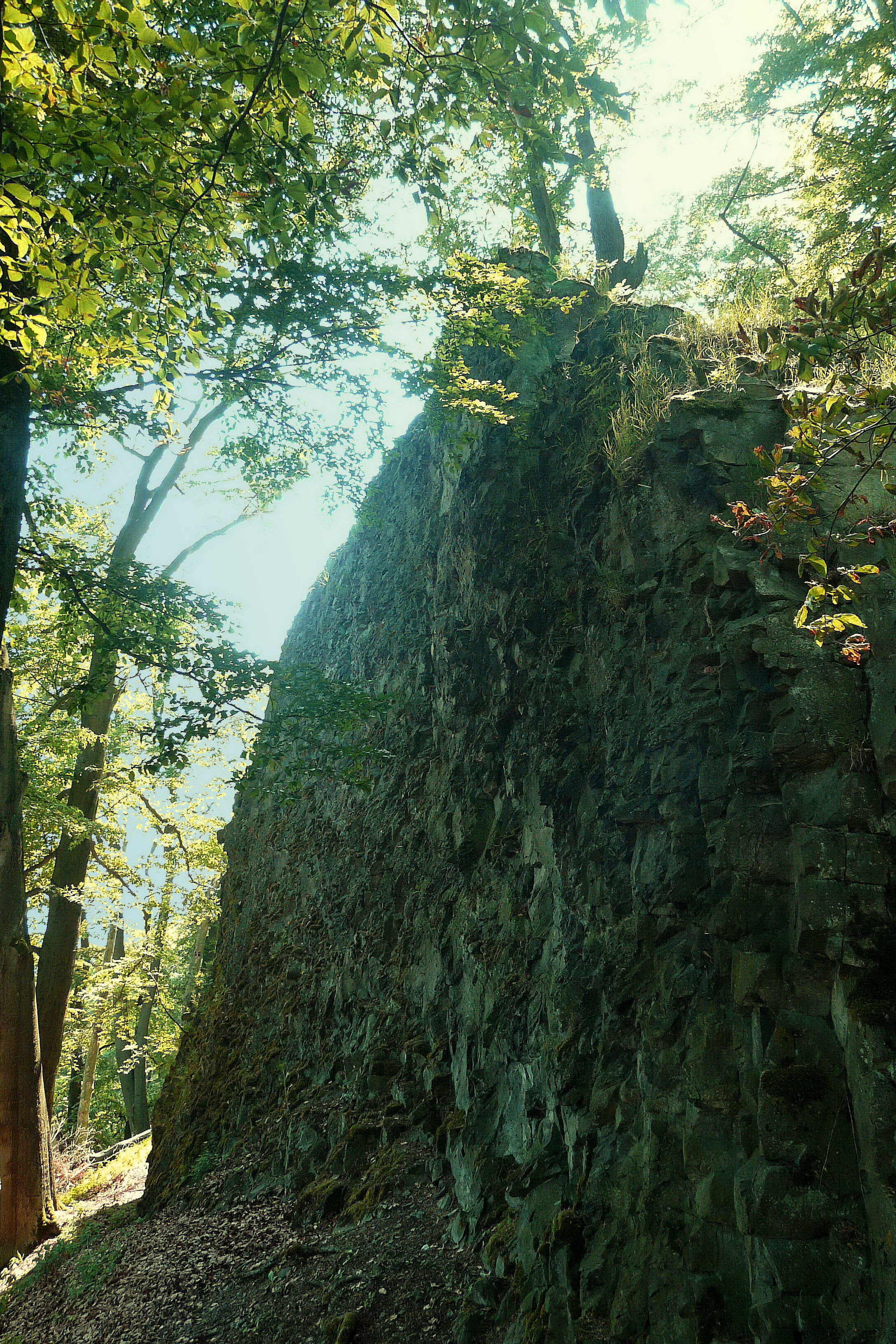
Vrcholová skála Mlýnského vrchu

Vulkanická žíla na Mlýnském vrchu tvoří až 8 m vysokou skalní zeď. Jsou zde patrné pozůstatky dobývek po těžbě a v místech, kde došlo ke kontaktu vulkanitu s pískovcem, lze spatřit tzv. chlebové kůrky – typické železité výstelky.

## Geomorfologické členění
Vrch náleží do celku Ralská pahorkatina, do podcelku Dokeská pahorkatina, do okrsku Jestřebská kotlina a do podokrsku Okenská pahorkatina.

## Přístup
Na vrch se dá vystoupat z různých míst od silnice II/270 Doksy – Mimoň či od hráze Břehyňského rybníka. V přísně chráněné přírodní rezervaci však není pohyb ve volném terénu přípustný. Nedalekou Břehyní prochází žlutá turistická trasa a Naučná stezka Swamp.